# Oskar Kohnstamm

Oskar Kohnstamm ca. 1906

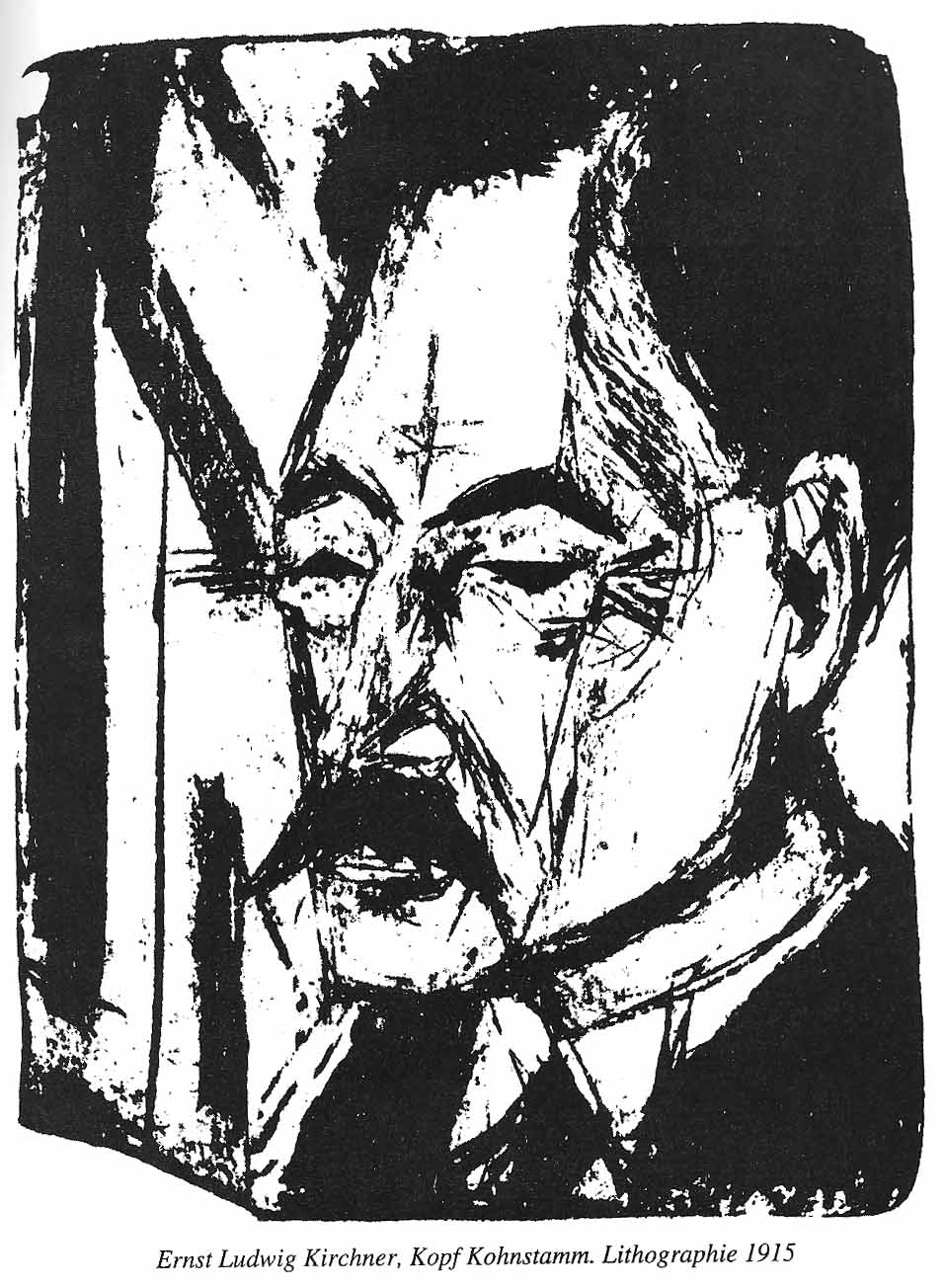
Oskar Kohnstamm 1915, Graphik von Ernst Ludwig Kirchner

Oskar Felix Kohnstamm (* 13. April 1871 in Pfungstadt; † 6. November 1917 in Frankfurt am Main) war ein deutscher Neurologe, Psychiater und Verfasser von Schriften zur Kunsttheorie.
Das von ihm beobachtete Phänomen einer Muskelanspannung wird nach ihm mit dem Namen Kohnstamm-Effekt bezeichnet. Zu Beginn des 20. Jahrhunderts begründete Oskar Kohnstamm ein Sanatorium in Königstein im Taunus, das mit nur 25 Gästebetten gezielt einen Kreis intellektuell hoch angesehener Patienten ansprechen sollte und international bekannt wurde. Henry van de Velde bezeichnete das Sanatorium Kohnstamm als Zufluchtsstätte vieler Intellektueller während des Ersten Weltkrieges. Sein Patient Gerdt von Bassewitz schrieb in diesem Sanatorium das Märchen Peterchens Mondfahrt und nahm die Kinder des Ehepaars Kohnstamm zum Vorbild für die Protagonisten. Carl Sternheim verfasste dort als Patient das Drama Tabula Rasa und gab einen für ihn selbst bestimmten Literaturpreis an Franz Kafka weiter. Ernst Ludwig Kirchner schuf im Jahre 1916 einen Zyklus aus Wandgemälden, der 1937 als entartete Kunst von den Nationalsozialisten zerstört wurde.

## Familie, Verwandtschaft und Freundschaft mit den Familien Mann, Andreae, Rathenau, Hallgarten, Binswanger und Hahn

Oskar Kohnstamm als Stadtverordneter (links vorne sitzend), links hinter ihm stehend Hugo Amelung

Kurhotel Kohnstamm links am Bildrand – auf dem Hügel rechts die Villa von Albert Andreae de Neufville

Nach Informationen seiner Geburtsstadt war Oskar Kohnstamm das zweitjüngste von insgesamt fünf Kindern. Sein Vater Moritz (Moses) Kohnstamm (* 14. März 1820 in Niederwerrn; † 30. April 1898 in Darmstadt) war für Wilhelm Büchner erst als Prokurist in dessen Ultramarinfabrik und später als Teilhaber der Aktiengesellschaft tätig war. Seine Mutter war Pauline Wilhelmine Kohnstamm, geborene St. Goar (* 4. März 1840 in Frankfurt am Main; † 18. Januar 1914 ebenda). Wie sehr sich Wilhelm Büchner, der Bruder Georg Büchners, mit der Familie verbunden fühlte, zeigte sich dadurch, dass er als Trauzeuge für zwei der Geschwister Oskar Kohnstamms fungierte. Die beiden Brüder Rudolf und Alfred gingen in jungen Jahren nach London und waren in der Lederbranche tätig.
Ein Vorfahre der Kohnstamms trug den Namen Menachem ha-Kohen und war sephardischer Abstammung. Der Name Cohen weist die Familie als Kohanime aus. Entfernte Verwandte Oskar Kohnstamms waren der Begründer der Odenwaldschule – Paul Geheeb und dessen Bruder Reinhold – ein Herausgeber der satirischen Wochenzeitschrift Simplicissimus.
Oskar Kohnstamm heiratete Eva Gad (* 1. Februar 1874 in Berlin; † 16. September 1963 in Los Angeles), eine promovierte Ärztin, Tochter des Physiologie-Professors Johannes Gad und dessen Ehefrau Clara, geborene Boltz. Eine der Schulfreundinnen Eva Kohnstamms war Maria Marc, Ehefrau des Malers Franz Marc. Oskar Kohnstamms Schwager war Johannes Gad, der jüngere Bruder seiner Frau, welcher in der Schriftenreihe des Hamburger Kolonialinstituts publizierte und auf dem Königsteiner Friedhof neben ihm begraben liegt.
Nach Recherchen über das Buddenbrookhaus für die Familie Thomas Manns und des Genealogen der Familie Andreae hatten beide Familien gemeinsame Stammeltern. Dies waren Rütger (Rotger) Platzmann (* 5. August 1638; † 7. Januar 1711) und seine Ehefrau Gertrud geb. Hausmann (* 1636; † 6. Juli 1700) aus Langenberg im Rheinland – heute Stadtteil von Velbert – als Altgroßeltern für Albert Andreae de Neufville und als Obereltern für Thomas Mann. Über den Cousin 2. Grades von Albert Andreae de Neufville – Fritz Andreae – war die Familie Kohnstamm und über dessen Ehefrau Edith Andreae mit Walther Rathenau verwandt. Dass dieser zu den weitläufig Verwandten Oskar Kohnstamms gehörte, ist auch einer Literaturangabe der Kunsthistorikerin Annette Dorgerloh zu entnehmen (bei dieser ist allerdings die Verbindungslinie über Eva Kohnstamm angegeben).
Da die Familie Andreae in Frankfurt in die Familie von L. Albert Hahn einheiratete, waren auch diese wiederum miteinander verwandt. Durch die sehr gute Freundin Annette Kolb des Ehepaars Hahn schließt sich der Kreis wiederum zur Familie von Hedwig Pringsheim, der Mutter Katia Manns in München (dies ist der Biografie Michael Haucks über L. Albert Hahn zu entnehmen).
Hier wiederum ergeben sich Freundschaftsbande zu der Familie Hallgarten, die sowohl in München, Frankfurt und Königstein ansässig war. Mit Ludwig Binswanger vom Sanatorium Bellevue war Oskar Kohnstamm eng befreundet und stand in regem beruflichem Austausch.

## Nachkommen

V. l. n. r.: der 3-jährige Peter, daneben die 11-jährige Anneliese und im Hintergrund Rudolf (1897–1916)

Der Stadtarchivar Königsteins, Heinz Sturm-Godramstein, schrieb 1983 über Eva und Oskar Kohnstamm in einer Dokumentation: „Aus der Ehe sind vier Kinder hervorgegangen, welche evangelisch getauft wurden. Sohn Rudolf Kohnstamm ist 1916 als Kriegsfreiwilliger im Alter von 19 Jahren vor Verdun gefallen. Sohn Werner, Jahrgang 1902, wurde Farmer in Südafrika. Der jüngste, 1908 geborene Peter Georg studierte Medizin und legte 1932 sein Doktorexamen in Frankfurt am Main ab. Er wirkte unter anderem am University College Hospital von Ibadan/Nigeria und später als Krankenhausarzt in Schottland, wo er 1995 verstarb. Er hat nach dem Zweiten Weltkrieg seine alte Heimat wieder gesehen wie auch seine Schwester Anneliese (* 1900), die letztmals 1980 auf Einladung der Stadt in Königstein weilte. 'Anneliese Stella Kohnstamm' hatte Anfang der 1920er Jahre den Breslauer Nervenarzt Joseph P. Reich geheiratet und war mit ihm nach Amerika ausgewandert. Sie lebte in den 1980er Jahren in Los Angeles.“
Die vier Kinder Kohnstamms, der sich selbst als „Dissident“ (im Sinne von Atheist) bezeichnete, wurden in der evangelischen Kirche in Königstein konfirmiert.
Eine Nichte Oskar Kohnstamms war die Filmschauspielerin Phyllis Konstam (1907–1976), die in vier Filmen Alfred Hitchcocks mitwirkte. Einer seiner Enkel ist der schottische Autor und Historiker Angus Konstam.

## Leben, Ausbildung, Aufbau des Sanatoriums

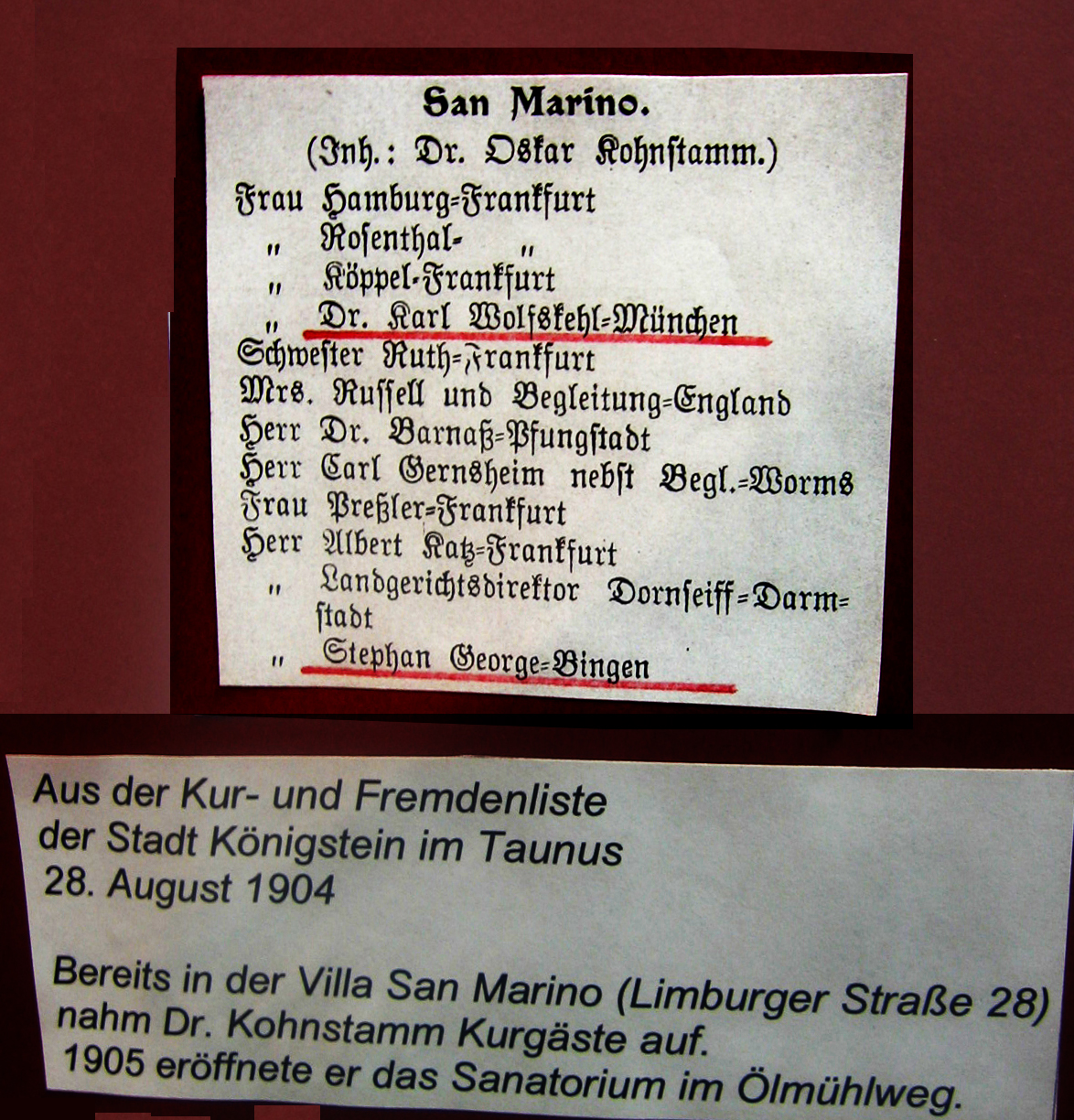
Kohnstamm mit Haus „San Marino“ – Stefan George und Karl Wolfskehl als Gäste im Jahre 1904

Oskar Kohnstamm besuchte das großherzogliche Gymnasium in Darmstadt (zusammen mit Stefan George und Karl Wolfskehl).

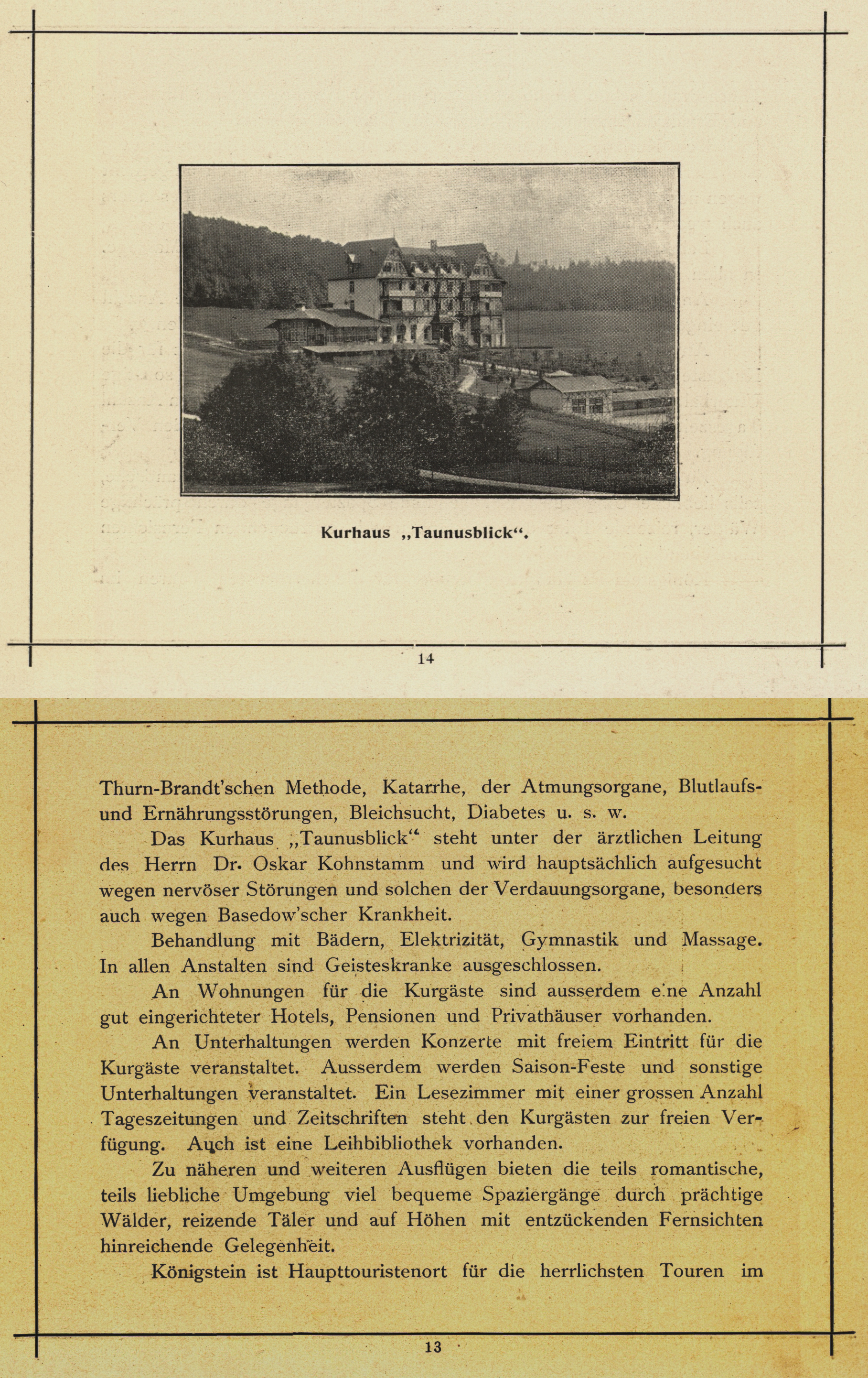
Oskar Kohnstamm als Leiter des Kurhauses „Taunusblick“ – um 1900

Nach Auskunft des Archivs der Humboldt-Universität zu Berlin war Oskar Felix Kohnstamm vom 28. April 1891 bis zum 9. August 1893 (laut Abgangszeugnis 1027) unter der Matrikel-Nummer 2806 / 81. Rektorat an der Medizinischen Fakultät der Friedrich-Wilhelms-Universität zu Berlin immatrikuliert. Eine Promotion Kohnstamms (Urkunde und Promotionsschrift inklusive Lebenslauf) mit dem Thema „Die Muskelprocesse im Lichte des vergleichend isotonisch-isometrischen Verfahrens“ vom 7. März 1893 (Medizinische Fakultät 692) ist archiviert. Aus dem Lebenslauf geht hervor, dass Kohnstamm in Berlin Vorlesungen, Kliniken und Kurse folgender Professoren und Dozenten besuchte: Leo Arons, Benda, Ernst von Bergmann, Emil Heinrich Du Bois-Reymond, Fehleisen, Johannes Gad, Alfred Goldscheider, Günther, Adolf Gusserow, Georg Klemperer, Felix Klemperer, Ernst von Leyden, Martin, Robert Michaelis von Olshausen, Senator, Rudolf Virchow, Winter sowie Julius D. Wolff.
Godramstein schrieb zur Vita Oskar Kohnstamms: „In Pfungstadt geboren, war Dr. Kohnstamm nach dem Studium in Gießen, Straßburg und Berlin – u. a. bei dem berühmten Pathologen Rudolf Virchow – im Jahre 1894 nach Königstein gekommen, um zunächst in der Frankfurter Straße eine allgemeinmedizinische Praxis zu eröffnen. Das Haus, etwa gegenüber der heutigen Besitzung Mettenheimer, steht nicht mehr.“
Während seines Studiums wurde er 1899 Mitglied der Burschenschaft Arminia Gießen und 1890 der Straßburger Burschenschaft Arminia/Wasgau.
1896 heiratet Kohnstamm Eva Gad, Tochter seines ehemaligen Lehrers Johannes Gad. Im Standesamtsregister ist der Bräutigam als religionslos eingetragen. Obwohl bei seiner Geburt Judenmatrikel angemeldet worden war. Dieser Umstand ist wahrscheinlich auf die Verbindung mit einer christlichen Partnerin zurückzuführen.
Es dauerte nicht lange und das junge Ehepaar schickte sich an, Pensionsgäste aufzunehmen. Die einzige Tochter weiß aus den Erinnerungen der Eltern noch davon zu berichten: „Mein Vater erklärte seiner jungen Frau, dass die Schleimsuppen und Griesbreie in den paar Königsteiner Gasthäusern nicht gut genug gekocht seien. So nahm man denn die ersten in Kur weilenden Patienten zu den Familienmahlzeiten. Eva K. blies auf der kleinen Trompete ihres Sprösslings Rudi zum Fenster hinaus, um die Gäste zu Tisch zu rufen…“ Damals habe man den jugendlichen Landarzt noch häufig in die Nachbarorte gebeten. Teilweise sollen Operation auf dem Küchentisch erfolgt sein. Frau Eva habe das benötigte Wasser zuvor auf dem holzbeheizten Herd heiß gemacht. Als Kohnstamm 1903 den Pensionsbetrieb bei der zuständigen Behörde anmeldete, wohnte man bereits in der Villa San Marino an der Limburger Straße.

## Kurhotel und Sanatorium Kohnstamm

Sanatorium Kohnstamm – Lage zwischen L. Albert Hahn und Albert Andreae de Neufville

Buch über Königstein als „Luftkurort von Weltruf“ von 1900 mit Oskar Kohnstamm als Arzt und Baronin von Rothschild als Erbauerin

In den Jahren 1904/1905 ließ Kohnstamm am Ölmühlweg ein Sanatorium errichten, das 1911 nach den Plänen des Architekten Hugo Eberhardt in Offenbach am Main zum endgültigen Umfang erweitert wurde. Unter den Gästen, die zur Erholung oder als Freunde der Familie da waren, waren Henry van de Velde, ebenso der Schauspieler Alexander Moissi, der Schriftsteller Karl Wolfskehl, der Archäologe Botho Graef, Katharina Kippenberg und Ernst Hardt. Auch der Pädagoge Kurt Hahn (Salem am Bodensee) sei genannt, Erzieher von Prinzgemahl Philip Mountbatten, Duke of Edinburgh, des Ehemanns der britischen Königin Elisabeth II. Enge Freunde des Hauses waren auch der Dichter Stefan George und vor allem der Dirigent und Komponist Otto Klemperer. In der Turnhalle des Sanatoriums fanden ständig Konzerte und Theateraufführungen statt, bei denen berühmte Hausgäste und auch Königsteiner Vereine mitwirkten. Das Gebäude ist bei dem Luftangriff am 2./3. Februar 1945 zerstört worden.

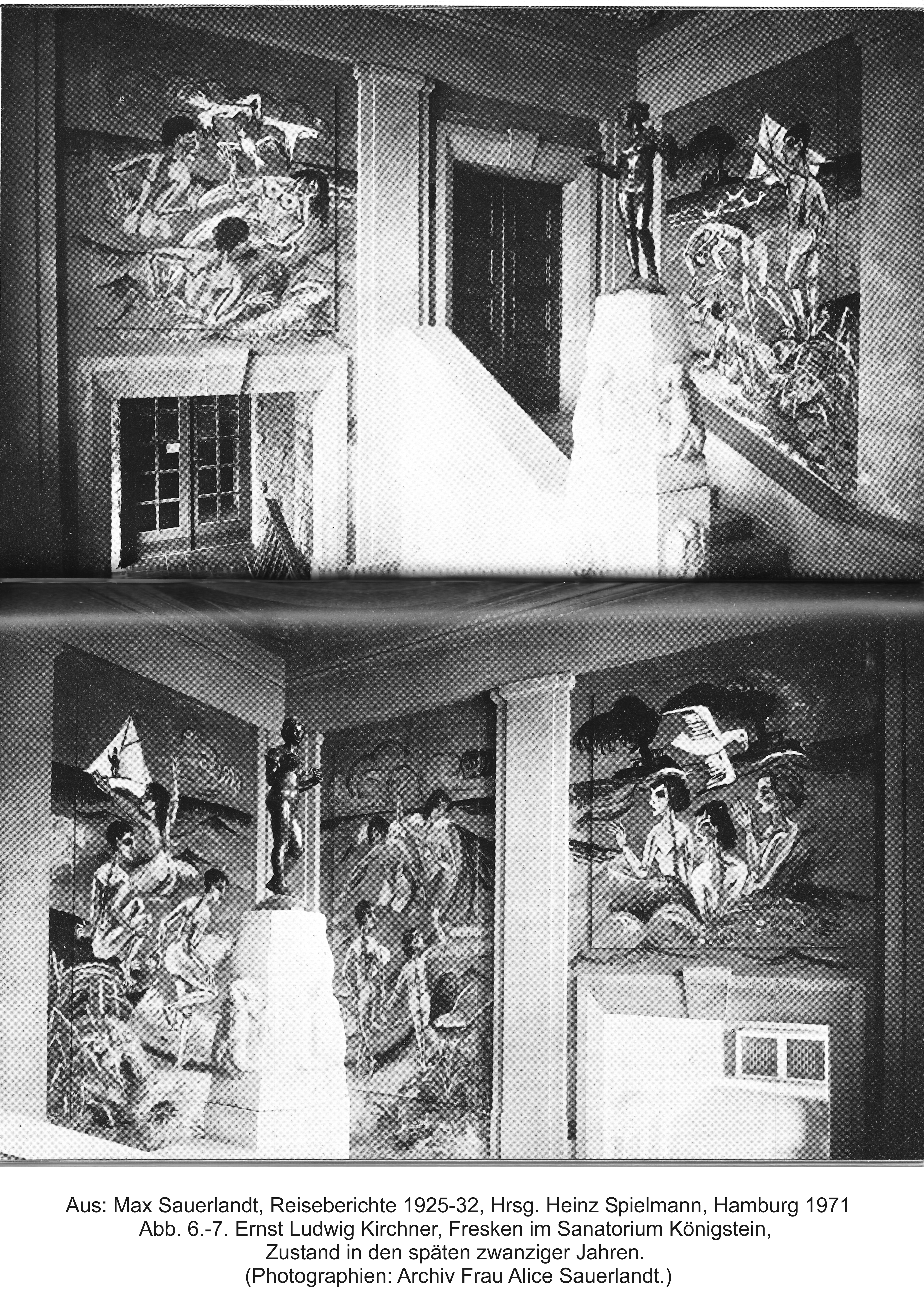
Kirchner-Wandbilder

Unter den Patienten war der expressionistische Maler und Grafiker Ernst Ludwig Kirchner (1880–1938). Im Zusammenhang mit einem Therapie-Aufenthalt hat er im Juni und Juli 1916 das Treppenhaus des Brunnenturms des Sanatoriums ausgestaltet. Die großflächigen Wandbilder zeigten Badeszenen, wobei der Künstler auf frühere Arbeiten (u. a. Badende auf Fehmarn) zurückgriff. Die Wandgemälde im Brunnenturm wurden in der Zeit des Nationalsozialismus beseitigt, weil die damals herrschende Kunstdiktatur sie als „entartet“ ansah. Es ist bis heute nicht hinreichend sicher festgestellt worden, wer die Austilgung angeordnet hat. Kirchner hinterließ auch eine Reihe von Skizzen, Holzschnitten und Gemälden, die Motive aus Königstein und aus dem Taunus zeigten.
Im Sanatorium Kohnstamm wurden alle inneren und nervösen Erkrankungen funktioneller und organischer Natur behandelt, in der Hauptsache, Nerven-, Magen-, Herz- und Stoffwechselstörungen. Oskar Kohnstamm wirkte als Anatom, Neurologe und Psychotherapeut. In wissenschaftlichen Publikationen hat er die Ergebnisse und Erfahrungen seiner stets auch forschenden Tätigkeit niedergelegt. So führte er grundlegende Untersuchungen zur Anatomie und Physiologie des Gehirns und des Rückenmarks durch. Zu seinen diagnostischen Mitteln gehörte die Hypnose. 1905 hielt er auf dem WiesbadenerKongress für Innere Medizin einen Vortrag über „Zentrifiguale Störungen im Nervensystem“. Wenige Jahre später, 1911, besuchten die Teilnehmer einer Tagung der deutschen Nervenärzte in Frankfurt auch Königstein und nahmen hier im Sanatorium Dr. Kohnstamm an einer Hypnose-Vorführung teil.
Der Dramatiker Carl Sternheim zählte ebenfalls zu den Patienten Kohnstamms. Dieser mietete während der Behandlungszeit mit seiner Familie ein Haus in der Nähe des Sanatoriums, wodurch sich Bezüge zu seinem umfangreichen Bekanntenkreis – z. B. Annette Kolb, Carl Einstein, Ottomar Starke (diese waren nachweislich bei ihm in Königstein) – ergeben. Thea Sternheim vermerkte viele Jahre später in ihren Tagebüchern, dass ihr Mann, Ernst Ludwig Kirchner und Otto Klemperer im Sanatorium gewesen seien, um sich dem Einsatz als Soldat im Ersten Weltkrieg zu entziehen.
Nach der im Jahre 2009 erschienenen Dokumentation über L. Albert Hahn ergeben sich durch die Nachbarschaft der Villa Hahn (Sommersitz und Gästehaus) zum Sanatorium Kohnstamm und die Anwesenheit Annette Kolbs weitere Querbezüge: „Es ist bezeugt, dass zwischen ihr und Albert und Nora Hahn freundschaftliche Beziehungen bestanden …“
Der Kunsthistoriker Werner Weisbach (1873–1953) schilderte das Sanatorium von Oskar Kohnstamm wie folgt: „Dieses Haus wurde von Menschen geistiger und künstlerischer Berufe bevorzugt, da der Arzt ihnen ein großes Verständnis entgegenbrachte, sich ihrer psychischen Leiden annahm und sie durch persönliche Einwirkung zu entlasten trachtete.“ (aus: Annette Dorgerloh, S. 132)
Auch Reinhold Lepsius, der Schwager Botho Graefs, in dessen Berliner Wohnung die Dichterlesungen Stefan Georges stattfanden, vertraute sich dem ärztlichen Rat Oskar Kohnstamms an. Angehörige der bekannten Berliner Familien Cassirer (Philosophen, Verleger, Musikwissenschaftler), Leopold Ullstein (Verleger) und Hermann Tietz (Kaufhausbegründer „Hertie“) waren ebenfalls Kohnstamms Patienten.
In den Mittelpunkt der Öffentlichkeit geriet das Sanatorium im Jahre 1911, als Otto Klemperer mit der Opernsängerin Elisabeth Schumann-Puriz dort Zuflucht suchte, nachdem deren eifersüchtiger Ehemann ihn erst zum Duell gefordert und dann vor dem Hamburger Publikum bei einer Inszenierung ausgepeitscht hatte. Zuvor hatten sie aber noch die von Witwe von Gustav Mahler in Wien aufgesucht, weil sie damit rechnen konnten, dass die „romantisch veranlagte Alma Mahler Verständnis für ihre Situation aufbringen würde.“ Hier griffen die Ärzte des Sanatoriums in das Schicksal dieser beiden jungen Leute ein, indem sie die junge Sopranistin davon überzeugten, dass Otto Klemperer nur von ihr ablassen würde und wieder seinen Beruf ausüben könnte, wenn sie zu ihrem Mann zurückginge.
Gertrud Mayer, die spätere Ehefrau von Karl Jaspers, war als Assistentin im Sanatorium Kohnstamm beschäftigt. In allen Biografien über ihren Mann ist erwähnt, dass seine Frau in einer psychiatrischen Anstalt gearbeitet hatte – aber nie wird der Name dieser Einrichtung genannt. Erst Peter Kohnstamm (1908–1995) gab in seinen im Jahre 1994 erschienenen Lebenserinnerungen darüber Aufschluss.
Außerhalb seiner beruflichen Aktivitäten widmete sich der Arzt den kommunalen Belangen. Von 1908 bis zu seinem Tod war er Stadtverordneter der Kurstadt. Überaus engagiert setzte er sich beispielsweise für den Bau eines Freibads ein.
Peter Kohnstamm schreibt über das politische Engagement: „Vater war ein treuer 'Sozialdemokrat', vom patriotischen Fieber ergriffen, wie auch sein Freund, der jüdische Dichter Karl Wolfskehl und viele andere Intellektuelle. Ohne Zweifel war er mit dem Motto des Kaisers, unseres allerhöchsten Kriegsherrn, einverstanden: 'Ich kenne keine Parteien mehr, ich kenne nur noch Deutsche'“ (In seiner Rede vom Balkon des Berliner Schlosses am 1. August 1914).

## Nach dem Tode Oskar Kohnstamms

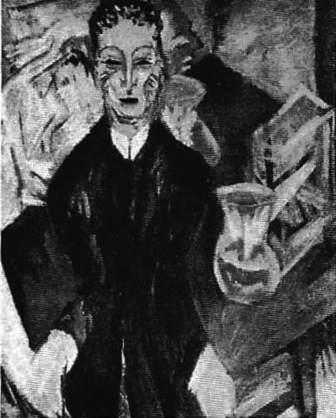
Bildnis Eva und Oskar Kohnstamm

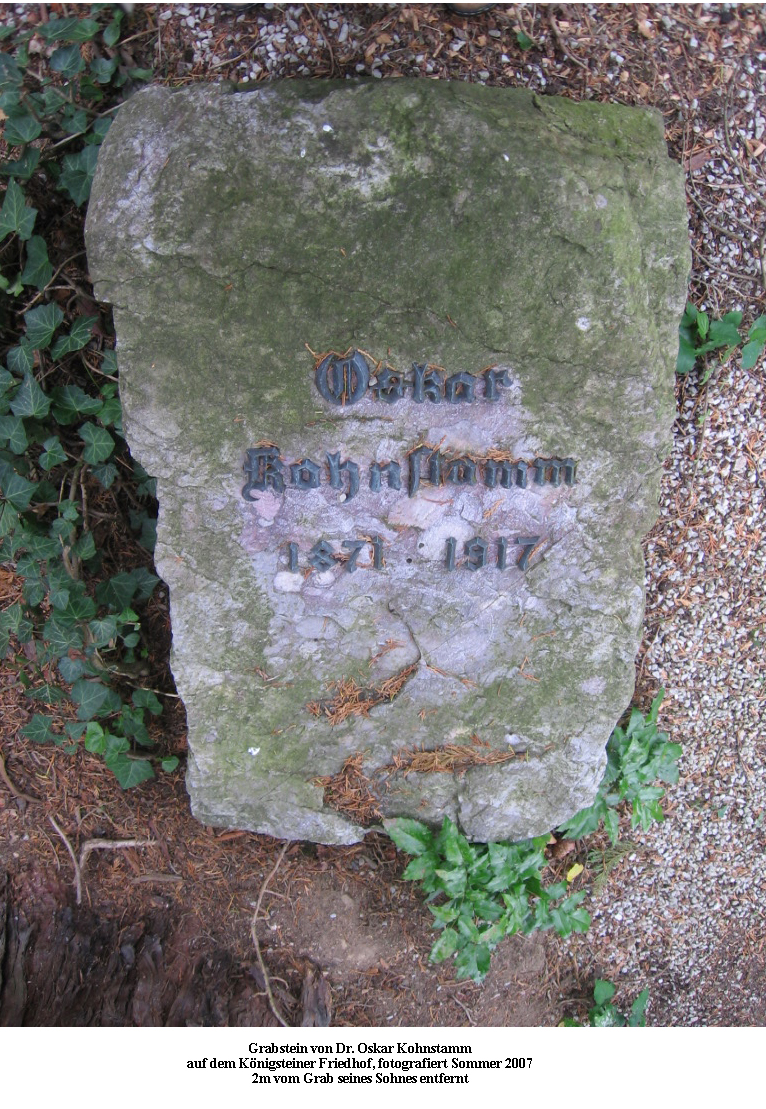
Oskar Kohnstamms Grab

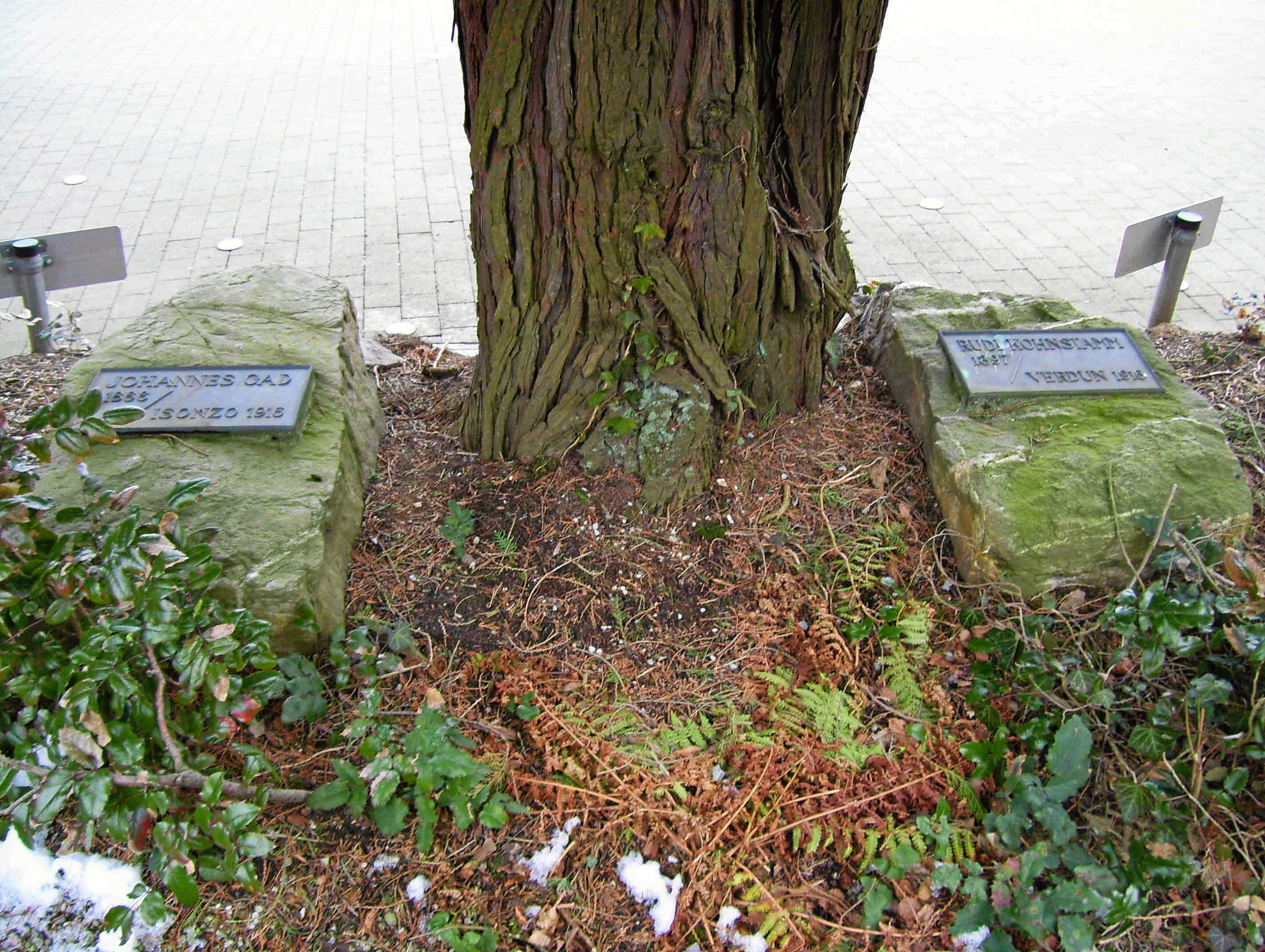
Das Grab des Sohnes Rudi, gefallen als kriegsfreiwilliger Leutnant, und das nie erwähnte Grab von Johannes Gad, des Bruders von Eva Kohnstamm, Tochter von Johannes Gad

Nur 46 Jahre alt, starb Oskar Kohnstamm im Frankfurter Marien-Hospital an einer verschleppten Blinddarmentzündung. Die Sorge für die Kriegsverwundeten in dem 1914 zum Lazarett deklarierten Sanatorium hatte ihn nicht an die eigene Gesundheit denken lassen.
In einem Artikel der Frankfurter Zeitung heißt es hierzu: „Seiner Ehe entstammten vier Kinder, die das Glück seines Lebens ausmachten, bis ihm im Sommer 1916 sein ältester Sohn Rudi durch den Krieg entrissen wurde. Er ertrug diesen Schmerz mannhaft; mit bewundernswerter Ruhe und Selbstverleugnung widmete er sich weiter seinen wissenschaftlichen, ärztlichen und sozialen Aufgaben. Nur die ganz Nahestehenden fühlten, dass der lebensbejahende, arbeitsfrohe Mann sich innerlich verändert hatte. Auch seine körperliche Widerstandsfähigkeit gegenüber einem alten, kaum beachteten Darmleiden schien nachzulassen. Er kränkelte im Sommer 1917 und erlag am 6. November 1917 einer durchgebrochenen Blinddarmeiterung.“
Der Mediziner Peter Kohnstamm dagegen schrieb, dass sein Vater an einer Bauchfellentzündung gestorben sei.
Wie sehr Otto Klemperer als Freund der Familie – auch nach dem Tod Oskar Kohnstamms – Anteil nahm, zeigt sich darin, dass er für dessen im Ersten Weltkrieg gefallenen Sohn Rudolf ein Requiem komponierte. In seiner Biografie von Eva Weissweiler heißt es: „Spätestens im Juni 1916 weiss Klemperer, dass auch Kohnstamm ihm auf Dauer nicht helfen kann, denn seit dessen ältester Sohn Rudolf mit nicht einmal neunzehn Jahren bei Verdun gefallen ist, ist alle Lebensfreude und Kraft von ihm abgefallen. Er wirkt apathisch und krank, äußert seltsame religiöse Ideen, spricht von ›Stück(en) platonischer Ewigkeit‹, die alle Menschen mit sich herumtrügen, und zitiert immer wieder aus dem letzten Brief seines Sohnes (…). Otto Klemperer ist erschüttert. Denn er hatte Rudi, diesen freundlichen jungen Mann, gut gekannt, hat im Speisesaal oft mit ihm an einem Tisch gesessen. Jetzt widmet er ihm ein ›Geistliches Kampflied‹ (…), das ›deutsche Sturmsignale‹ kontrapunktisch verdichtet …“ Nach dem Tode Oskar Kohnstamms war Klemperer noch lange mit dessen Witwe und seinen Kindern befreundet.
Die Angehörigen Oskar Kohnstamms veräußerten drei Jahre nach dem Ableben des Begründers das Sanatorium an die Firma 'C. & F. Frankl' (Berlin) und an Bernhard Spinak, der es gemeinsam mit Max Friedemann, ebenfalls schon bewährter Mitarbeiter des Gründers, fortführte. Im Jahre 1939 wurde das Sanatorium, nachdem es zuvor als jüdisches Unternehmen geschlossen worden war, an einen arischen Interessenten verkauft.
Kohnstamms Witwe wohnte bis 1929 etwa im Haus Dorn in der Arndtstraße. Dort waren auch ihre Eltern einmal wohnhaft gewesen, die dann in Prag verstorben sind. Anschließend zog Eva Kohnstamm in die Thewaltstraße um. Wegen ihres Namens musste sie unter der Hitlerherrschaft mancherlei Anfeindungen und Schikanen erdulden, obwohl sie evangelisch war. 1937 wurde ihr seitens der Stadt die Wohnung gekündigt.
Daraufhin verzog Eva Kohnstamm nach Frankfurt. Dort verlor sie bei einem Luftangriff im Zweiten Weltkrieg Wohnung und Habe. Die Familie des Oberschullehrers Hugo Stitz und andere Freunde unterstützten sie, zumal der Staat ihre Bankkonten gesperrt hatte. 1945 lebte sie in Kelkheim bei der befreundeten Familie Georg Dornauf. Sie ging später in die USA. Am 16. September 1963 ist Eva Kohnstamm 88-jährig in Los Angeles gestorben. Ihre Tochter streute ihre Asche auf das Grab des Ehemanns auf dem Königsteiner Friedhof.

## Zum weiteren Schicksal des Sanatoriums
Eva Kohnstamm verkaufte das Sanatorium 1921 an Karl Frankl aus Berlin und den polnischen Arzt Bernard Spinak. Spinak leitete das gut gehende Sanatorium zusammen mit dem Arzt und früheren Mitarbeiter Kohnstamms, Max Friedemann, weiterhin unter dem Namen „Sanatorium Dr. Kohnstamm“ bis zur zwangsweise erfolgten Schließung im Oktober 1938. Den beiden jüdischen Ärzten gelang es, in die Vereinigten Staaten zu emigrieren. Von Spinak sind nach Ende des Krieges Besuche in Königstein verbürgt, zu dauerhaftem Aufenthalt kehrte er aber nicht mehr zurück.
Der Gebäudekomplex wurde 1949 an die früheren Eigentümer zurückerstattet und 1952 an den Arzt Carl Küchler verpachtet, der hier zehn Jahre ein Privatsanatorium mit naturgemäßen Heilmethoden führte. 1962 erwarb die Deutsche Bundespost das Anwesen und richtete hier eine bis 1976 bestehende Fernmeldeschule ein. Seit 2002 befindet sich hier das Siegfried-Vögele-Institut – Internationale Gesellschaft für Direktmarketing mbH, ein Unternehmen der Deutschen Post World Net.
Nachdem die deutsche Post alle Immobilien 2008 an ein Immobilienfonds verkauft hatte, wechselte auch das Haus im Ölmühlweg den Besitzer. Die Post blieb bis zur Schließung des Institutes Mieter der Gebäude.
Im Jahr 2022 wurde das Areal dann an den Königsteiner Immobilieninvestor Markus Demme verkauf.
Das Haus wird seitdem als Seminarhaus und Hotel mit Eventlocation weiter betrieben.

## Der Bebauer des Sanatorium-Parks Clarence C. Franklin
Der Besitzer des Sanatoriums Kohnstamm bis zur Arisierung und Bruder Wilhelm Frankls trat noch zweimal nach dem Zweiten Weltkrieg in der Öffentlichkeit in Erscheinung:
In einem Zeitungsartikel aus dem Jahre 1963 heißt es mit der Überschrift: 'Ein „Villenpark Romberg“ entsteht': „Nachdem die Gebäulichkeiten des ehemaligen Sanatoriums Dr. Kohnstamm im Oelmühlweg im August 1962 von dem New Yorker Kaufmann und Kunstsammler Clarence C. Franklin zu Preis von 2 Millionen DM an das Bundespostministerium zur Verwendung als Schulheim für das Fernmeldewesen verkauft wurden, hat Herr Franklin jetzt den ihm verbliebenen Park dieser Liegenschaft von fast 10000 m² an den Pariser Baumeister ‚Gorodecky‘ verkauft. Dieser hat sich bereits vor den beiden Weltkriegen und auch nach dem letzten Krieg in Berlin und Bayern auf dem Baumarkt betätigt. Er wird den am sonnigen Südabhang gelegenen Park in Einzelparzellen von 500–1500 m² aufteilen und nach der Planung des Architekturbüros Kramer-Seidel-Hausmann, Darmstadt und Königstein, als ‚Villenpark Romberg‘ bebauen lassen.“

Das Sanatorium im Eigentum Oskar Felix Kohnstamms
Entschädigungsakte nach dem Ersten Weltkrieg – Summe 120.000 Mark – Erben
Entschädigung nach dem Zweiten Weltkrieg – Summe 130.000 Mark – Franklin und Spinak

## Bezüge zu „Peterchens Mondfahrt“ und „Der Zauberberg“
Mündliche Überlieferungen behaupten, dass von Gerdt von Bassewitz verfasste Märchen Peterchens Mondfahrt sei in den Jahren 1910/11 während einer Kur im Sanatorium Kohnstamm entstanden und Bassewitz habe die Kinder Peter und Anneliese von Oskar Kohnstamm als Vorbild für die Protagonisten des Märchens benutzt. Eva Weissweiler bekräftigte dies in ihrer 2010 erschienenen Biografie über Otto Klemperer.
Die Behauptung, das Sanatorium Kohnstamms habe als Vorbild für Thomas Manns Roman Der Zauberberg gedient, ist seit dem Jahre 2008 Gegenstand der wissenschaftlichen Forschung.

## Erinnerungsarbeit der Stadtverordneten Gertrud Koch

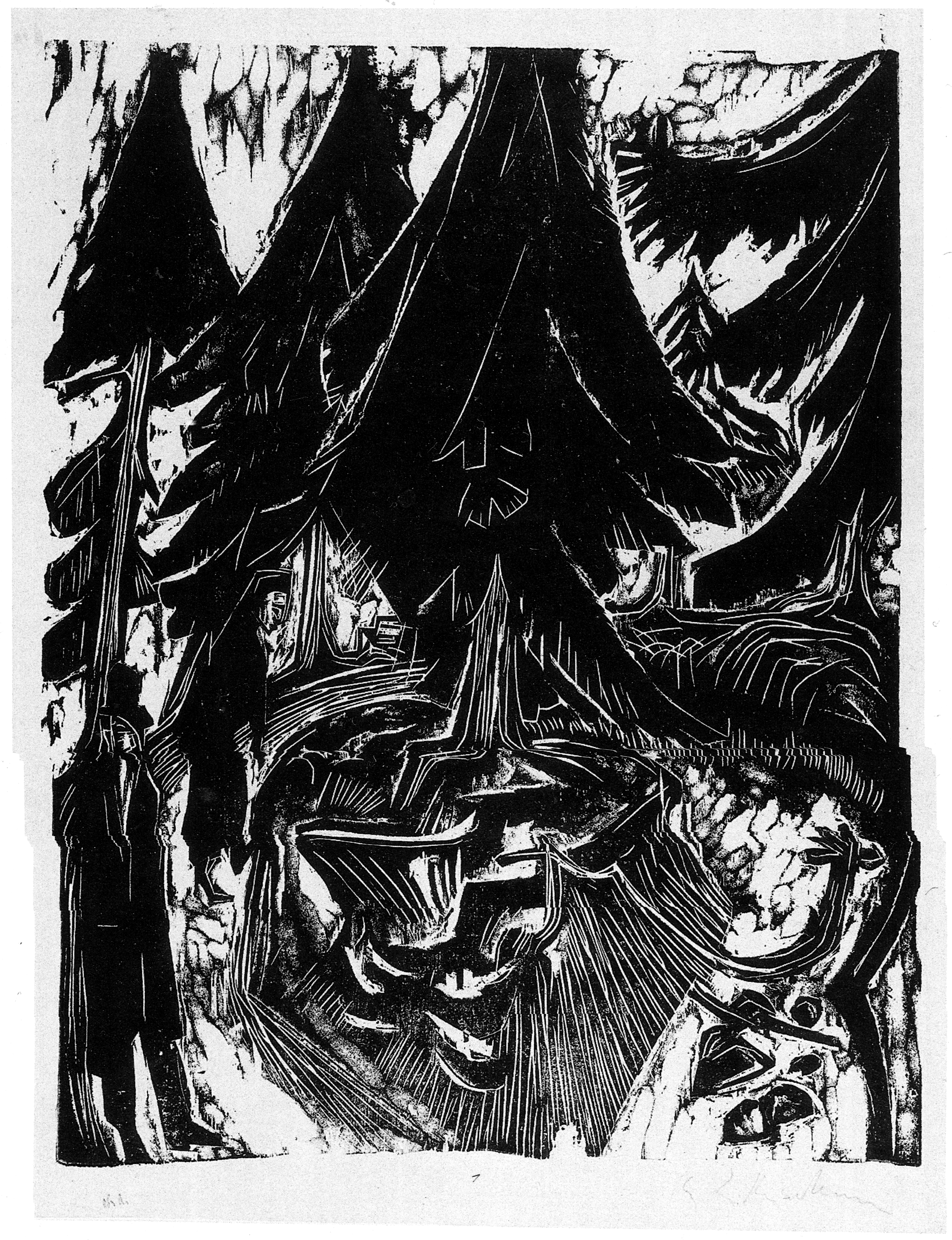
Sanatoriumsspaziergang, 1916 – Ein Werk Ernst Ludwig Kirchner mit einem Motiv über das Sanatorium Dr. Kohnstamm, in einer Ausstellung im Jahre 2011

Über die Stadtverordnete Gertrud Koch (1913–2007) heißt es in dem Artikel Gertrud Koch: Über 30 Jahre im Dienste der SPD in der Königsteiner Woche (46. Kalenderwoche des Jahres 2003): „Stark gemacht hat sich die 1998 mit dem Bundesverdienstkreuz Ausgezeichnete auch dafür, dass eine Dokumentation über das Leben der Juden in Königstein erstellt wird. Zusammen mit dem ehemaligen Stadtarchivar Königstein, Heinz Sturm-Godramstein, setzte sie im Auftrag der Stadt die Idee in die Tat um. ‚Diese Stadt hat den Juden viel zu verdanken. Man nehme nur die Villa Kohnstamm, in der viele bedeutende Persönlichkeiten, wie zum Beispiel der Dirigent Otto Klemperer oder der Maler Ludwig Ernst Kirchner kurten.‘ Ansonsten hätten die Juden auch dafür gesorgt, dass Geschäftsleben und Handel in Königstein florieren konnten. ‚Ich bedauere, dass die Stadt Königstein bis heute keinen Gedenkstein für die Juden aufgestellt hat‘, sagt Koch, ‚der jüdische Friedhof in Falkenstein würde sich dafür anbieten.‘ Sie persönlich sei sehr betroffen über das Schicksal von Peter Kohnstamm, Sohn des Gründers des Sanatoriums Dr. Kohnstamm. Koch und er waren befreundet und sie korrespondierten auch nach seinem Weggang aus Königstein nach England im Jahre 1933. Die wichtigste Korrespondenz, die Koch von Kohnstamm erhalten sollte, war das Manuskript seiner Lebenserinnerungen in englischer Sprache, die Jahre später in Deutsch unter dem Titel „Lieder eines fahrenden Gesellen“ von der Stadt Königstein veröffentlicht werden sollten.“

## Bedeutung in der Gegenwart
In jeder Biografie über Otto Klemperer und Ernst Ludwig Kirchner ist deren Zeit bei Oskar Kohnstamm als wichtig hervorgehoben. Im Jahr 2011 – dem 140. Geburtsjahr Oskar Kohnstamms – ist bei der Ausstellung 'Expressionismus im Rhein-Main-Gebiet' des Museums Giersch und dem dazugehörigen Katalog, der Zeit Kirchners im Sanatorium Dr. Kohnstamm gedacht.

## Ehrungen
- Nach Oskar Kohnstamm wurde der Kohnstamm-Effekt benannt.
- Nach ihm wurde der Dr.-Kohnstamm-Weg in Königstein im Taunus benannt.
- 1917 wurde Kohnstamm der Titel Sanitätsrat verliehen

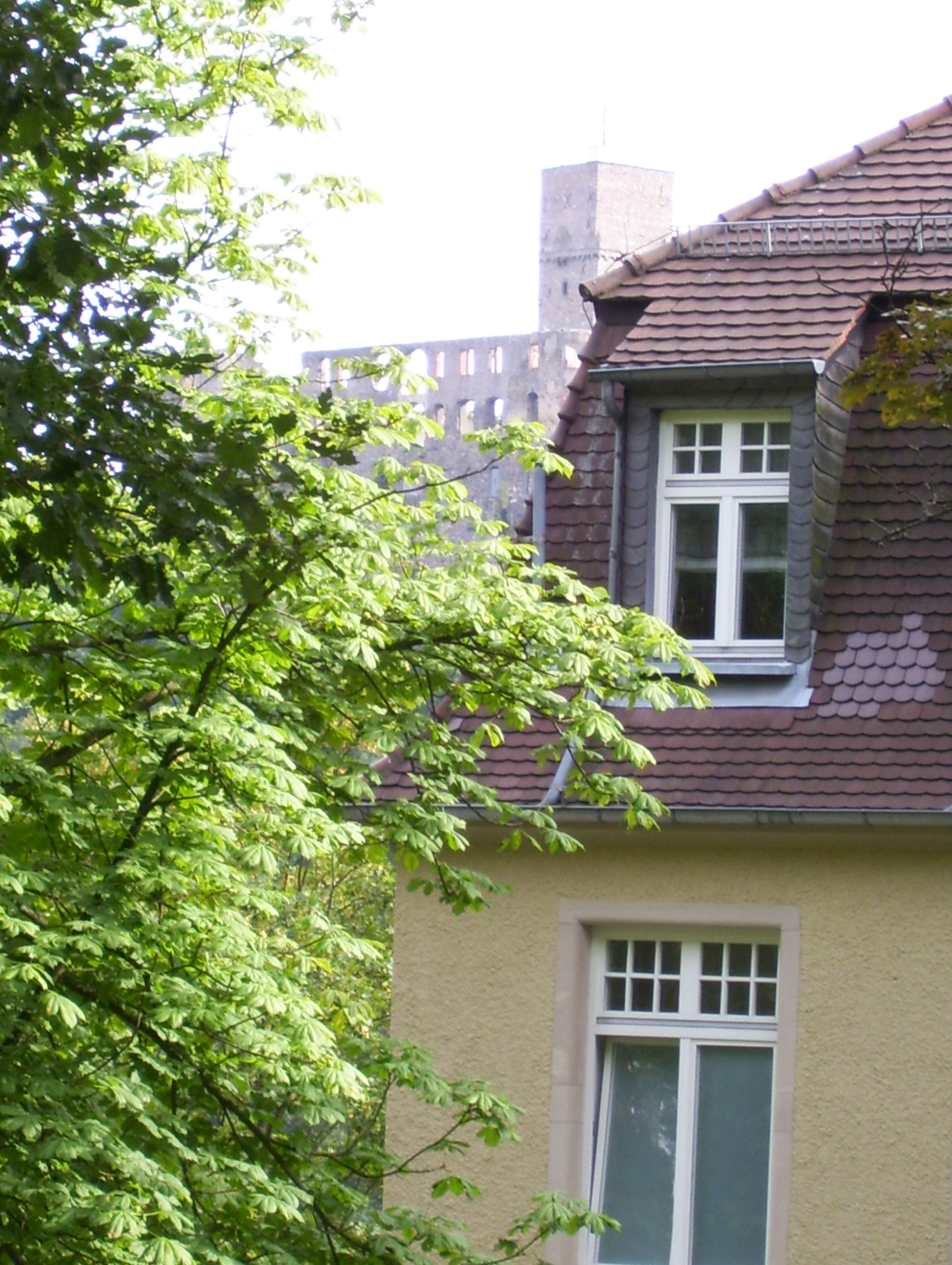
Sanatorium vis-à-vis Burgruine

## Wissenschaftliche Publikationen
(Aus der Gesamtausgabe seines Werkes Erscheinungsformen der Seele, München 1927):
- 1893:
  - Beitrag zu der Lehre von der Tränenableitung. in: Zentralblatt für Phys. 8. IV. 1893, Heft 1.
  - Einfluss der Spannung auf die Erschlaffung des Muskels. Entgegnung auf Herrn F. Schenk. In: Zentralblatt für Phys., Heft 16.
  - Die Muskelprozesse im Lichte des vergleichend isoltonisch-isometrischen Verfahrens. Inaugural-Dissertation, erschienen bei Veit, Leipzig.
- 1898
  - Zur Anatomie und Physiologie des Phrenikuskerns. in: Fortschritte der Med., Bd. XVI, Nr. *
- 1899
  - Schema der nach hoher Hemisektion absteigend degenerierenden Bahnen des Rückenmarks und ihrer Ursprungskerne beim Kaninchen. Neurol. Zentralbl. 1899, Nr. 20.
  - Über retrograde Degeneration. Schmidts Jhrb. d. ges. Med., Bd. CCXI, S. 253.
- 1900
  - Über die Koordinationskerne des Hirnstamms und die absteigenden Spinalbahnen. Monatsschr. f. Psych. und Neurol., Jahrg. 1900, Bd. VII, H. 4.
  - Über die gekreuzte aufsteigende Spinalbahn und ihre Beziehungen zum Gowerschen Strang. Neurol. Zentralbl. 1900, Nr. 6.
  - Zur Theorie des Reflexes von hinterer Wurzel auf hintere Wurzel. Zentralbl. f. Physiol. 1900, Heft 18.
- 1900/01
  - Über Koordination Tonus und Hemmung, Zeitschr. f. diät. Und physikal. Ther. Bd. IV Heft 2.
  - Über die gekreuzt aufsteigende Spinalbahn. Neurol. Zentralbl. Bd.XIX.
  - Zur Anatomie und Physiologie der Vaguskerne, Monatsschr. f. Neurol. Und Psychiatr. 1901.
  - Die zentrifugale Leitung im sensiblen Endneurom. D. Zeitschr. f. Nervenheilkunde Bd. XXI.
- 1902
  - Der Nucleus salivatorius chordae tympani. D. anat. Anzeiger XXI. Bd.
  - Zur anatomischen Grundlegung der Kleinhirnphysiologie. Arch. f. d. ges.Phys. Bd. 89.
- 1903
  - Die absteigende Tektospinalbahn, der Nucleus intratrigeminalis und die Lokalzeichen der Netzhaut, Neurol: Zentralbl. 1903 Nr. 11 S. 514.
  - Vom Zentrum der Speichelsekretion, dem Nervus intermedialis und der gekreuzten Facialis-Wurzel. Verhdlg. des XX. Kongr. f. inn. Med.
  - Der Reflexweg der Erkältung und der Temperaturreize überhaupt. D. med. Wochenschrift 1903 Nr. 16.
  - Intelligenz und Anpassung. Dazu gehörend: Grundlinien einer biologischen Psychologie.
  - Der Nucleus salivatorius inf. U. d. cranio viscerale System. Neurol. 1903. S. 699.
- 1905
  - Vom Ursprung des prädorsalen Längsbündels und des Trigeminus. Psych.-neurol. Wochenschr. 7. Jahrg. Nr. 24 und Neurol. 1905. Die zentrifugale Strömung im peripheren Nerven. Fortschr. d. Med., 23. Jahrgang.
  - Hohe Hämoglobinzahlen als Regenerationszeichen? Psych.-neurol. Wochenschrift, Nr. 40, 1905.
- 1906
  - Die biologische Sonderstellung der Ausdrucksbewegung. Journal f. Psychologie und Neurologie, Bd. VII 1906.
  - Die Atroponbehandlung des Schnupfens. Ther. d. Gegenwart VIII., Jahrg. 11. Heft.
  - Noch ein Wort zur Behandlung der chronischen Verstopfung, Ther. d. Gegenw., VIII Jahrg. 6. Heft.
  - Zur Anatomie der Vierhügelbahn, Verhl. d. Psysiol. Ges. Berlin, Jahrg. 1905/06 Nr. 1/5.
  - Das Prinzip von „Durchbrechung des circil. Vitios.“ und der so genannten Symptomatischen Behandlung.
- 1907
  - Kunst als Ausdrucksfähigkeit – biologische Voraussetzung der Ästhetik. E. Reinhardt Verlag, München, Sagerstr. 17.
  - Biologische Weltanschauung. Ztschr. f. d. Ausbau der Entw.-Lehre, Bd. I, Kap. 3.
  - Warum werden Verstümmelungen nicht vererbt? Ztschr. f. d. Ausbau der Entw.-Lehre, Bd. I, Heft 9.
  - Versuch einer physiolog. Ant. d. Vagusursprünge und des Kopfsympaticus. Journ. f. Psychol. u. Neurol. VIII (gems. mit Wolfstein).
  - Demonstrationen z. physiol. Anatomie d. med. obl. Neurol. Zentralbl. 1907 (gems. mit Warnicke).
- 1908
  - Studien zur anatomischen Physiologie des Hirnstamms. Journal f. Physiol. u. Neurol., Bd. XII, 1908.
  - Über den kern des hinteren Längsbündels, den roten Haubenkern und den Nucleus inertrigem. Neurol. Ztbl. 1908, S. 242 (gem. mit Quensel).
  - Blasenbildung durch hypnotische Suggestion und Gesichtspunkte zu ihrer Erklärung. Verhdlg. d. Dermat. Ges. X. Kongr. bei Springer 1908.
  - Hypnotische Stigmatisierung und biologisches Gestaltungsproblem. Ztschr. f. d. Ausbau der Entw.-Lehre, Bd. II, Heft 5/6.
  - Psycho-biologische Grundbegriffe. I. Die Reizverwertung. Ztsch. f. d. Ausbau der Entw.-Lehre, Bd. II, H. 5/6.
  - Psycho-biologische Grundbegriffe II. Zweckhaft und nutzlos. Heft 11/12. Beziehungen zwischen Zwangsneurose und Katatonie. Ztbl. f. Nervenheilk. u. Psych. 31. Jahrg. 1908 Bd. 19.
  - Der nucl. loci Coerul. als sensibl. Kern des ob. Trigeminus. Journ. f. Psyhcol. u. Neurol. XIII (gems. mit Quensel).
  - Zur Innervar. der Augenbewegung. Neurol. Zentralbl. 1908 (gems. mit Quensel).
  - Zentr.-Verbdg. d. Vestibulariskerne, Zentralbl. f. Physiol. Bd. 32.
- 1909
  - Ausdruckstätigkeit als Forschungsprinzip, Korrespod.-Bl. d.D. Ges. f. Anthropologie, Ethnologie und Urgeschichte.
  - Über Sensibilität – Diskussion. XXVI Kongr. f. inn. Med. Wiesbaden.
  - Psycho-biologische Grundbegriffe. III. Gefühl und Empfindung.
  - Babinski Hy-Begriff. Ther. d. Gegenw. XI. Jahrg. 6. Heft.
- 1910
  - Üb. Refelxkerne, die zugleich d. sensibl. Leitg. dienen. Neurol. Zentralbl. 1909, p. 655 (gems. mit Hindelang).
  - Stud. z. physiol. Anat. d. Hirnstammes II. Journ. f. Physiol. und Neurol Bd. 16 (gems. mit Quensel).
  - Bucl. intermed. sensib. als Ursprung einer gekreuzten aufstg. Bahn. Neurol. Zentralbl. 1901, 662 (gems. mit Hindelang).
- 1911
  - Das Vestibularis-Zentrum der Augenbewegungen. Verhdlg. d.D. ontol. Ges. 20 Vers. Frankfurt a. N.
  - Der psycholbiologische Standpunkt der Erkenntnistheorie: I. Ergänzungsheft zum Journal f. Psychol. und Neurol. Bd. 19.
- 1911/12
  - Hy-Neurasthenie – Diskussion. Ztschr. f. Psych. Bd. 68.
- 1912
  - Der Musculus paralemniscalis inf. als akustischer Reflexkern und als Glied der zentralen Hörleitung. Arch. f. Ohrenheilk. 89. Bd.
  - Physiologie und Pathologie des visc. Nervensystems. Handbuch d. inn. Med. Springer 1912.
  - zu Sachen des Nucleus salivatorius. Neurl. Ztbl. 1914 Nr. 19 (Arbeiten von Schülern Kohnstamms).
  - Hypnotische Erzeugnisse von vasomotorischen Phänomenen. D. Ztschr. f. Nervenheilk. 43. Bd.
  - Über eine materielle Ursache der so genannten hysterischen Harnverhaltung D. Ztschr. f. Nervenheilk. 45 Bd.
  - System der Neurosen vom psychologischen Standpunkte. Ergebn. d. inn. Med. und Kinderheilk. Bd. IX.
  - Das System der Neurosen. D. Ztschr. f. Nervenheilk. 43. Bd.
  - Akust. Reflexbah. Neurol. Zentralb. 1912, 730.
- 1913
  - Zwecktätigkeit und Ausdruckstätigkeit. Arch. f. d. ges. Psychologie XXIX Bd. 1 und 2. Heft.
  - Künstlerische Ausdruckstätigkeit und Technik (ungedruckt).
  - Über Elarson besonders bei Basedowscher Krankheit. Ther. d. Gegenw. XV. Jahrg. 11 Heft.
  - Gehirn und Seele. Volksvorlesung Frankfurt a. M. 7. März 1913.
  - Der nucl. sensib. comm. post. d. Halsmarkes … Neurol. Zentralbl. 1913, 1001 (gems. mit Friedemann).
  - Der nucl. Paralemmisc. inf. als akust. Reflexkern und als Glied d. centr. Hörleitung. Arch. f. Ohrenhlkd. Bd. 89.
- 1914
  - Zur Pathogenese und Psychotherapie bei Basedowscher Krankheit – zugleich ein bEitrag zur Kritik der psychoanalytischen Forschungsrichtung – gemeinsam mit Friedemann, Ztschr. f.d. ges. Neurol. u. Psych.
  - Willensbeeinflussung? Journal f. Psych. u. Neurol. Bd. 21, 1915.
  - Schizothymie und Zyklothymie, Berl. klin. W. Nr. 40.
  - Z. Pathologie und Physiol. d. spin. Temperatursinnstörung D. Arch. f. klein. Med. Bd. 91.
  - Gekreuzte Lähmung des Kältesinnes. Arch. f. Psychiatr. XXXVIII, 1.
- 1915
  - Anti-Thyreoidin und Hypophysin in der Kriegsmedizin – Begriff der Disharmonie, Ther. d. Gegenwart Sept. 1915.
  - Schleimhaltige Pflanzensamen gegen Verstopfung. Ther. d. Gegenwart August 1915.
  - Demonstration einer katatonieartigen Erscheinung beim Gesunden. Neurol. Zentralbl. 1915 Nr. 9.
- 1916
  - Außerzweckhaftigkeit und Form in Leben und Kunst. R. L. Haman K-S. Königstein i.T.
  - Schlaf, Hypnose und Schizothymie, Neurol. Zentrlabl. 1916, 20.
- 1917
  - Über das Krankheitsbild der retro-anterograden Amnesie und die Unterscheidung des spontanen und des lernenden Merkens. Monatsschr. f. Psych. u. Neurol. Bd. XLI Heft 6.
  - Eine biologische Anregung zur praktischen Pädagogik. Frankf. Ztg. 25. IV. 1917.
  - Über Kriegsneurosen. D. Ztschr. f. Nervenheilk. Bd. 56 Heft 4/6.
  - Die Sejunktionshysterie der Kriegsteilnehmer. Berl. kl. W. 1917 Nr. 47.
- 1918
  - Medizinische und philosophische Ergebnisse aus der Methode der hypnotischen Selbstbesinnung. E. Reinhardt-Verlag, München.
  - Das Unterbewusstsein und die Methode der hypnotischen Selbstbesinnung. Journ. f. Psychol. u. Neurol. Bd. 23 Ergänzungsheft 1.
- Ohne Daten
  - Die Nervenschwäche, Ursachen und Verhütung. Arch. Eckstein, Verlag Berlin.
  - Kohnstamm an Freud. Zeitschr. f. Psych. Bd. 70.